# Adrorhizon
Adrorhizon je monotipski rod orhideja iz podtribusa Adrorhizinae. Jedina vrsta je A. purpurascens, endem s Cejlona (Šri Lanka). 
Raste kao epifit ili litofit obično po deblima tropskih vlažnih zimzelenih šuma i na stijenama uz potoke na visinama od 500 do 1900 metara visine.

## Sinonimi
- Coelogyne purpurascens (Thwaites) Hook.f.
- Dendrobium purpurascens Thwaites
- Pleione purpurascens (Thwaites) Kuntze